# Aristida tenuiseta
Aristida tenuiseta är en gräsart som beskrevs av Thomas Arthur Cope. Aristida tenuiseta ingår i släktet Aristida och familjen gräs.
Artens utbredningsområde är Somalia. Inga underarter finns listade i Catalogue of Life.